# 劉澄 (天順進士)
劉澄（1416年—？），字巨囦，湖廣蘄州衛人，明朝政治人物。進士出身。

## 生平
湖廣鄉試第四十名。天順元年（1457年）丁丑科會試第一百二十名，殿試登進士第二甲第三十一名。

## 家族
曾祖劉任春。祖父劉伯通。父亲劉仕銓。